# Heinrich Schickhardt
Heinrich Schickhardt (ou Schickard; * 5 de Fevereiro de 1558 em Herrenberg; † 14 de Janeiro de 1635 em Stuttgart) foi um mestre-de-obras e arquiteto alemão.